# Charlotte De Bruyne
Pour les articles homonymes, voir De Bruyne.
Charlotte De Bruyne, née à Gand le 11 septembre 1990, est une actrice belge.

## Biographie
En 2002, Charlotte De Bruyne suit les ateliers du théâtre de la jeunesse Kopergietery (nl) à Gand puis, en 2008, elle poursuit dans cette même ville sa formation théâtrale à l'Académie royale des beaux-arts tout en jouant au théâtre Toucher Good. En 2011, sous l'égide de ce théâtre, avec Nathalie Verbeke, elle tient son premier spectacle, XXXO et remporte en 2012 le Total Theatre Award de la meilleure première œuvre au festival international de théâtre d’Édimbourg. En 2014, elle joue dans Wijven (littéralement Les Femelles), mis en scène par son partenaire Alexander Devriendt, avec cinq autres femmes de la compagnie théâtrale gantoise Ontroerend Goed (nl),.
Au cinéma, elle tient en 2012 l'un des rôles principaux dans Little Black Spiders de Patrice Toye, puis, en février 2014, elle tient, aux côtés de Jan Decleir, le premier rôle féminin dans Flying Home de Dominique Deruddere.

## Filmographie

### Cinéma

#### Longs métrages
- 2012 : Little Black Spiders (nl) de Patrice Toye : Roxanne
- 2014 : L'Amour à vol d'oiseau (Flying Home) de Dominique Deruddere : Isabelle Pauwels
- 2016 : Au-delà des nuages (Achter de wolken) de Cecilia Verheyden : Evelien
- 2016 : Calico Skies de Valerio Esposito : Charlotte
- 2018 : Ne tirez pas (Niet schieten) de Stijn Coninx : Nathalie

- 2022 : Tori et Lokita de Jean-Pierre et Luc Dardenne : Margot
- 2023 : Débâcle (Het smelt) de Veerle Baetens : Eva adulte
- 2025 : L'Intérêt d'Adam de Laura Wandel : Selma

#### Courts métrages
- 2016 : Infinite Drift de Sophie Kurpershoek : Astrid
- 2017 : Al Was Het Maar Voor Even de Sophie Kurpershoek : Astrid
- 2019 : Do not delete your Embarrassing Pictures de Vincent Das  : Frances
- 2021 : Wacht de Sophie Kurpershoek : Daniëlle

### Télévision
- 2013 : De Ridder (série télévisée), épisode Een man van 53 : Evy
- 2014 : Vriendinnen (nl) (série télévisée) (4 épisodes) : Nel Vercammen
- 2015 : Bevergem (nl) (série télévisée) : cliente
- 2015 : Professor T. (série télévisée) : Deborah Raskin
- 2017 : Kafka (série télévisée)
- 2019-2020 : The Twelve (en) (série télévisée) : Holly Ceusters
- 2020-2021 : Black-out (série télévisée) : Charlotte Jacobs
- 2021 : H24 (série télévisée), épisode 7 13h - Mon harceleur
- 2021 : La Bonne Terre (Grond) (série télévisée) : Alizée
- 2024 : Juliet (mini-série) : Juliet Dumon

## Distinctions

### Théâtre
- 2012 : Total Theatre Award de la meilleure première œuvre au festival international de théâtre d’Édimbourg pour XXXO

### Cinéma
- 2013, pour son rôle de Roxanne dans Little Black Spiders (nl) :
  - Ensor du meilleur espoir
  - Nomination pour l'Ensor de la meilleure actrice
- 2014 : Ensor de la meilleure actrice pour son rôle d'Isabelle Pauwels dans Flying Home